# Green Park FLOOP
Green Park FLOOP（グリーン パーク フループ）は、富士フイルムビジネスイノベーションが2024年6月に開設した体験型施設である。2025年4月から運営はアクティオ株式会社が受託している。
横浜市西区みなとみらいにある同社の横浜みなとみらい事業所（富士ゼロックスR&Dスクエア）内3階にあり、展示と体験を通して環境問題や持続可能（サステナブル）な地球の未来についての学習を行う。

## 概要
複合機の製造・販売を行う同社は、前身の富士ゼロックス時代の1995年（平成7年）から複合機生産に関わる資源リサイクルの方針（限りなく『廃棄ゼロ』を目指し、資源の再活用を推進する）を掲げ、部品のリユース、新規資源の抑制、資源循環促進などの活動を行ってきた。これらの活動と実績を活かし、環境問題や複合機関連技術に関する体験型展示を実施して、来館者にサステナブル社会や地球の未来について考える機会を提供するのがコンセプトである。
「Green Park FLOOP」の名称は、環境について学ぶ人々の交流の場となるようにとの思いを込めた「Green Park」に、「FUJIFILM（富士フイルム）」「Future（未来）」「Find（発見）」の「F」と「LOOP（循環）」を合わせたもの。
開館時間は平日10時から17時。入場は無料だが展示エリア利用は事前予約が必要。また土・日、祝日は休館日である。

## 展示エリア
コンセプトごとに展示スペースが分かれている。
- Studio - 未来都市での働き方を体験する。
- Technology - 同社の複合機関連技術を紹介し、奥深さを探る。
- Think - 地球のみらいについて考える。
- Action - 二酸化炭素削減や資源循環の取り組みを体験する。
- Solution Zone - 企業などの来館者向けに、環境負荷低減につながるオフィスの課題解決（オフィスソリューション）をサポートするショールーム。

## 展示エリア外
- Cafe&Co-work - 喫茶スペース兼コワーキングスペース。予約不要で自由に利用可能[5]。